# Teoria de histórias de vida
História de Vida refere-se aos aspectos biológicos da vida de uma espécie, desde o seu nascimento até a sua morte, descrevendo critérios como a maturação, reprodução, sobrevivência e morte. Tais aspectos são  influenciados por fatores ambientais, estrutura geral do corpo (como por exemplo o tamanho do indivíduo) e estilo de vida. Além disso, respostas individuais e evolutivas às condições físicas e recursos também podem influenciar nos eventos de sobrevivência e reprodução típicos de uma espécie.
Dessa maneira, o estudo de história da vida busca entender como a evolução, a partir da seleção imposta pelos desafios ecológicos, molda os organismos para alcançar o sucesso reprodutivo. Portanto, a história de vida dos indivíduos de uma espécie é delineada pela seleção natural.
Para compreender as variações nas histórias de vida dos indivíduos, ecólogos têm utilizado observação, modelagem matemática e experimentação em suas pesquisas.

## Origem dos estudos de história de vida

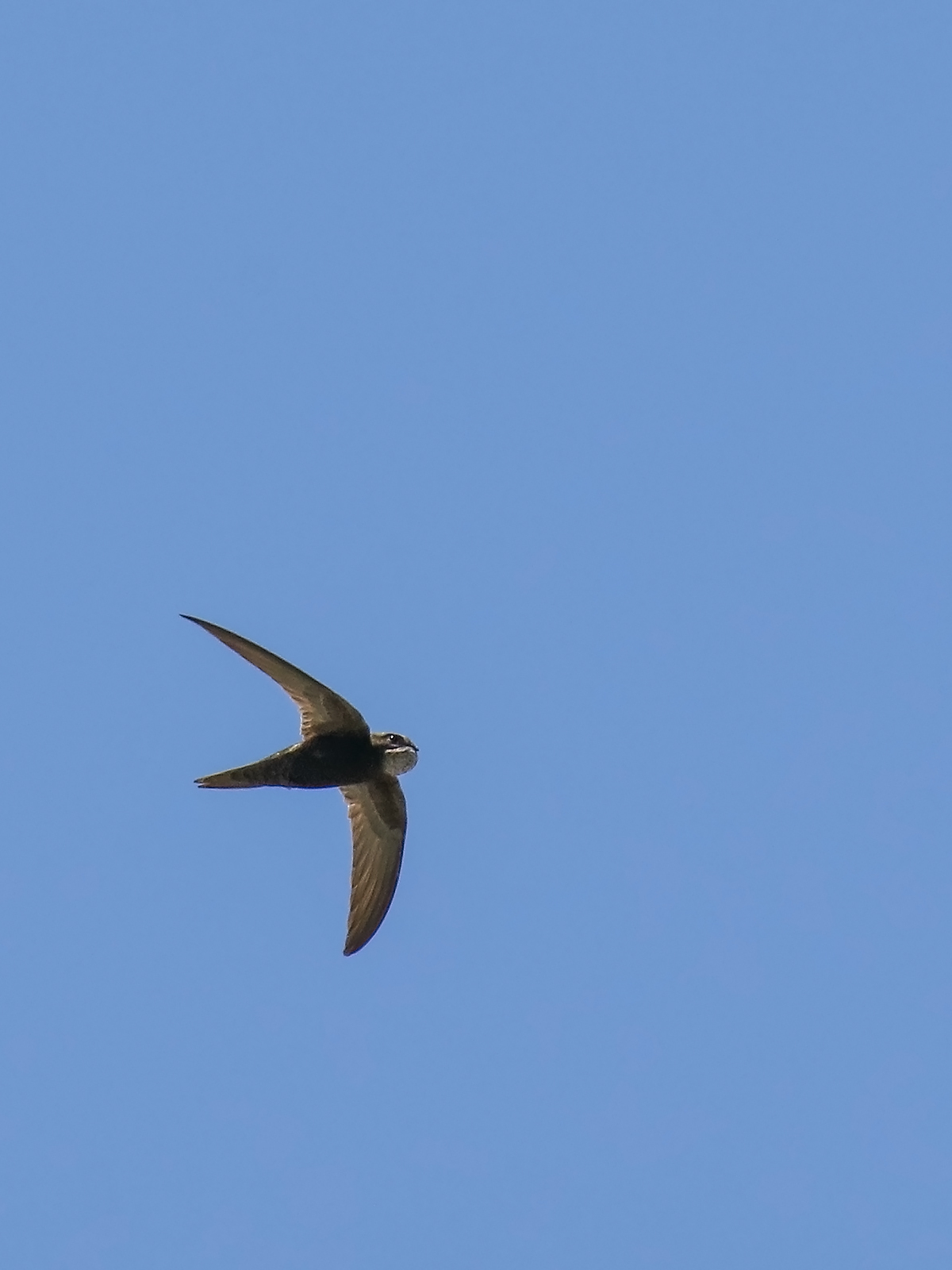
O Andorinhão-Preto, ave estudada por Lack.

David Lack é considerado um dos pioneiros no estudo de história de vida. Seus trabalhos com pássaros ajudaram a mudar a natureza da ornitologia, uma vez que alguns ornitólogos tradicionais da época direcionaram seus estudos apenas para a morfologia e distribuição geográfica das aves.
Em seus trabalhos, David Lack propõe que o tamanho da ninhada de aves é favorecido pela seleção natural, o que assegura o maior número de jovens sobreviventes. Essa conclusão foi montada a partir de estudos específicos, que  demonstravam ainda que a taxa reprodutiva de uma população é influenciada pelos recursos disponíveis e que diferenças reprodutivas entre populações diferentes são reflexo da diferença na disponibilidade de comida no meio e da habilidade dos pais em conseguirem alimento para os filhotes, por exemplo.

## Ciclo de vida
O desdobramento de eventos normais desde a fase de embrião até a morte constitui o ciclo de vida de um indivíduo. Assim, o ciclo de vida começa com a fecundação, seguindo-se o desenvolvimento embrionário, a maturidade e a senescência, com cada estágio sendo o princípio do subsequente. Juntos, todos esses eventos estabelecem a história de vida do organismo.

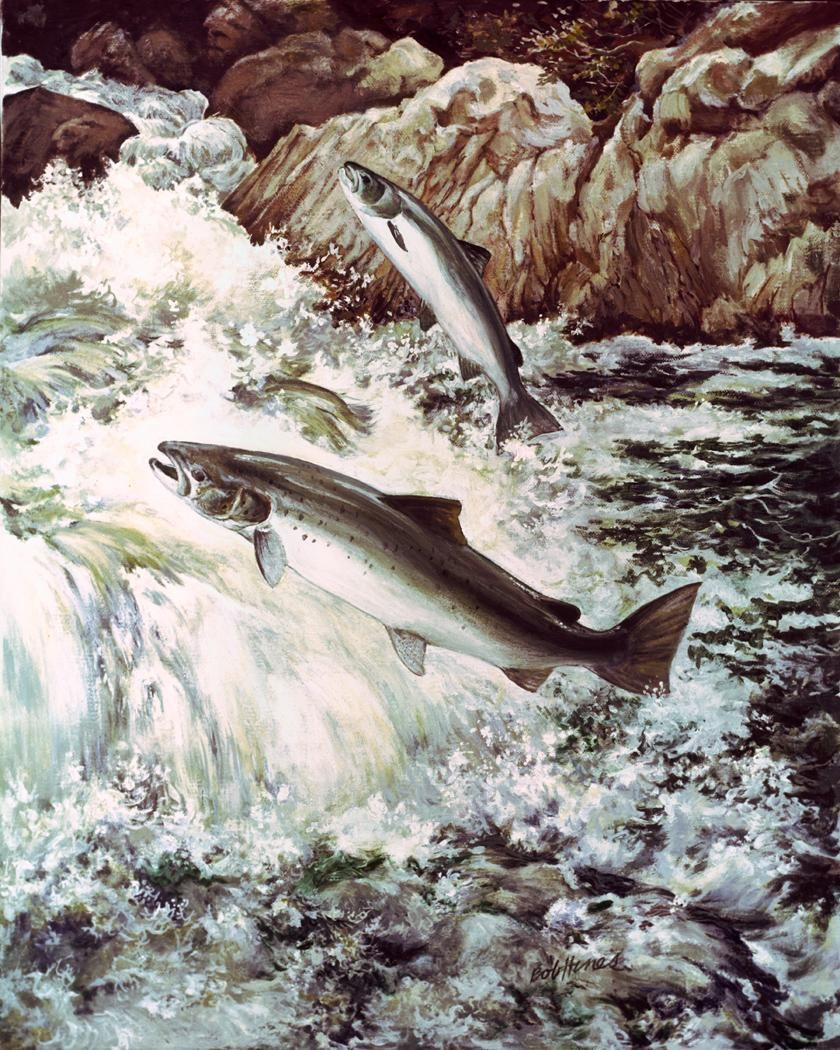
Salmão, exemplo de indivíduo semélparo.

O desenvolvimento embrionário estende-se da fecundação ao nascimento ou à eclosão. Durante esse tempo, a estrutura básica do indivíduo se forma. A maturidade inclui o tempo desde o momento do nascimento até a maturidade sexual e está relacionada ao crescimento de tamanho e à aquisição de habilidades. Nesse momento, os indivíduos são denominados de jovens ou imaturos, e se diferenciam dos adultos que são aptos à reprodução. A última fase do ciclo é a senescência, ou o envelhecimento, caracterizada pela perda de vigor e da capacidade reprodutiva. Entretanto, o tempo e o padrão desses eventos são específicos para cada espécie.

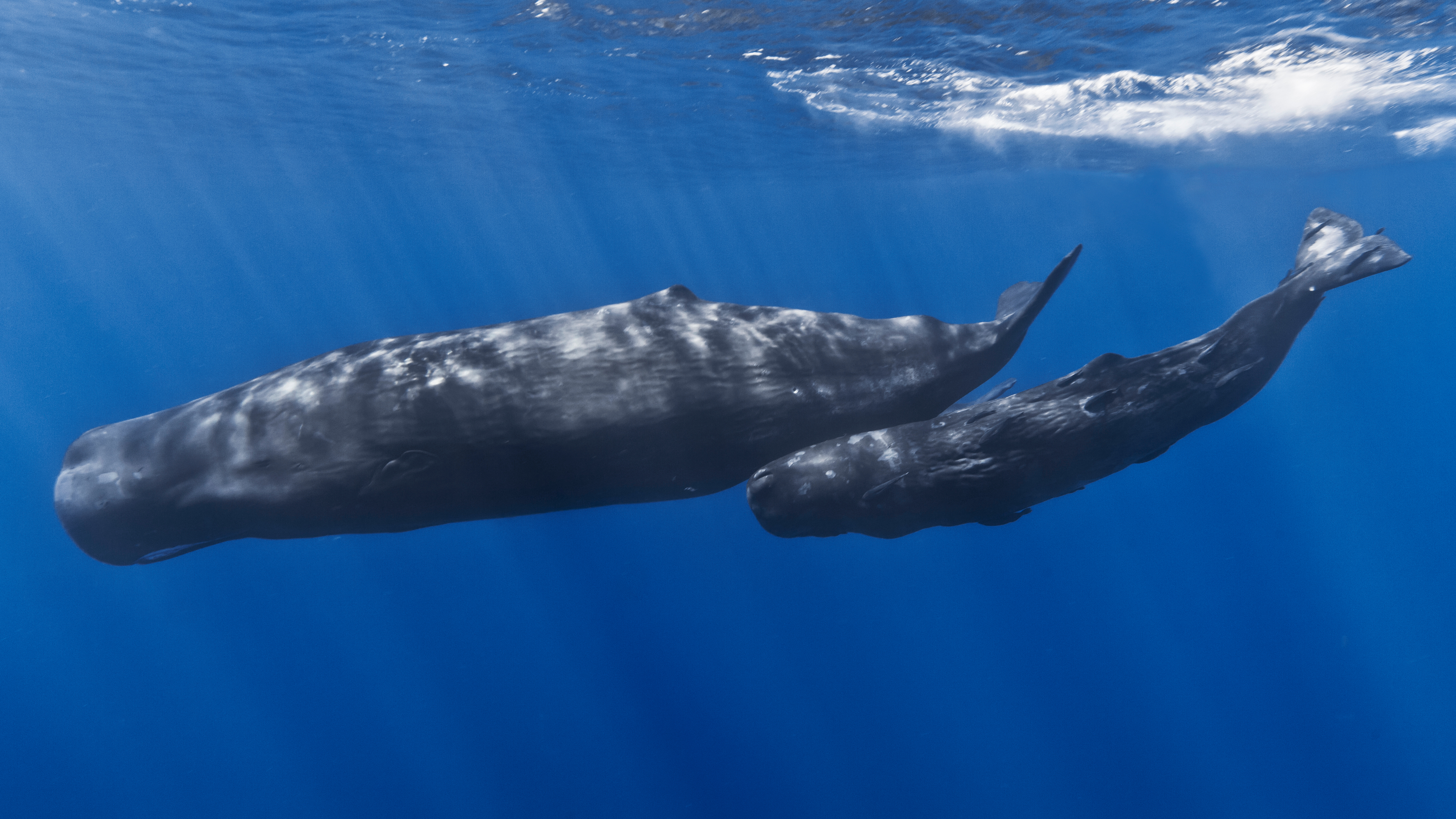
Baleias, exemplo de indivíduos iteróparos.

Um dos eventos mais importantes que caracterizam a história de vida de um organismo é a reprodução. Quanto a isso, os indivíduos podem ser caracterizados como semélparos ou iteróparos. Os indivíduos semélparos são aqueles que possuem apenas um único período reprodutivo em sua vida. É o caso dos bambus e dos salmões. Na iteroparidade, os indivíduos possuem dois ou mais períodos reprodutivos durante sua vida. Desse modo, os humanos, os elefantes e as baleias são considerados indivíduos iteróparos.

## Tipos de estudo
Há três tipos de estudo referentes à História de Vida das diferentes espécies. O mais facilmente visualizado é feito pelo tamanho do indivíduo. Nesse estudo, procura-se saber se indivíduos maiores ou menores levam vantagem sobre outros.
É visto que organismos relativamente grandes são em geral mais vulneráveis à predação e precisam de mais recursos, quando comparados aos organismos menores. Entretanto, geralmente, tendem a possuir mais filhotes. Apesar dessas considerações, em geral, é o organismo de tamanho médio que tem maior sucesso reprodutivo no habitat em que se encontra, demonstrando, assim, que as características intermediárias são consideravelmente vantajosas.
O segundo tipo de estudo é o de desenvolvimento, envolvendo os estágios de vida, no qual é investigado se indivíduos que desenvolvem-se mais rápido tendem a ter prole maior, característica vista como padrão na natureza, uma vez que a seleção natural normalmente acaba favorecendo indivíduos que desenvolvem-se rapidamente.
História de Vida pode ser descrita em termos de medida de atividade reprodutiva, condizente com o terceiro tipo de estudo, que diz respeito à reprodução e define o sucesso da espécie. Conhecido como esforço reprodutivo ou alocação reprodutiva, mede a quantidade de energia gasta por uma espécie com a reprodução em um determinado período. Os indivíduos podem escolher se utilizarão os recursos disponíveis para reprodução ou para seu crescimento. Este aspecto caracteriza um Trade-off, uma vez que quanto maior o investimento na reprodução, ou seja, maior crescimento reprodutivo, menor será o investimento em crescimento e, consequentemente, menor o tamanho corporal do organismo.

## Teoria de seleção r/k
A estratégia reprodutiva de uma espécie é uma parte importante da História de Vida de um organismo. Essa estratégia pode, no entanto, sofrer ação de forças seletivas que podem ser entendidas no contexto da Teoria de Seleção r/k. Nesse sentido, as populações podem ser classificadas de acordo com duas estratégias:

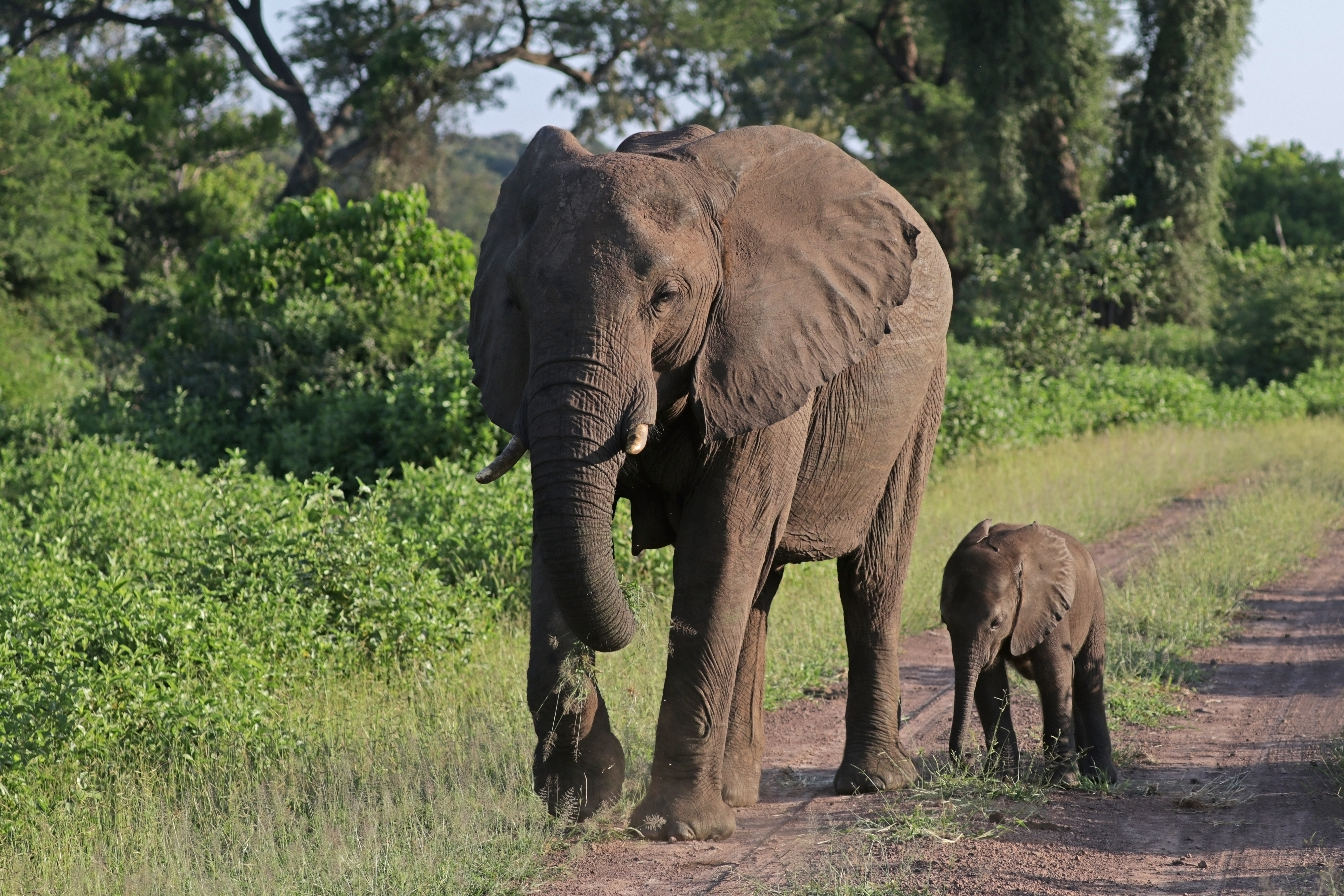
Elefantes, exemplo de k-estrategistas.

K-estrategistas: São aqueles indivíduos associados a ambientes mais estáveis, nos quais a capacidade de suporte é fator restritivo. Eles apresentam um crescimento lento, com investimento em defesa, baixa fecundidade e alto cuidado parental, além de serem especialistas. Neste caso, não existem limites para o tamanho da população e o crescimento dos indivíduos é contínuo. O principal investimento dos pais nos indivíduos jovens é na capacidade de competição por alimento, já que se encontram em habitat já bem preenchido. Os elefantes, os grandes felinos e os seres humanos são exemplos de estrategistas-k.

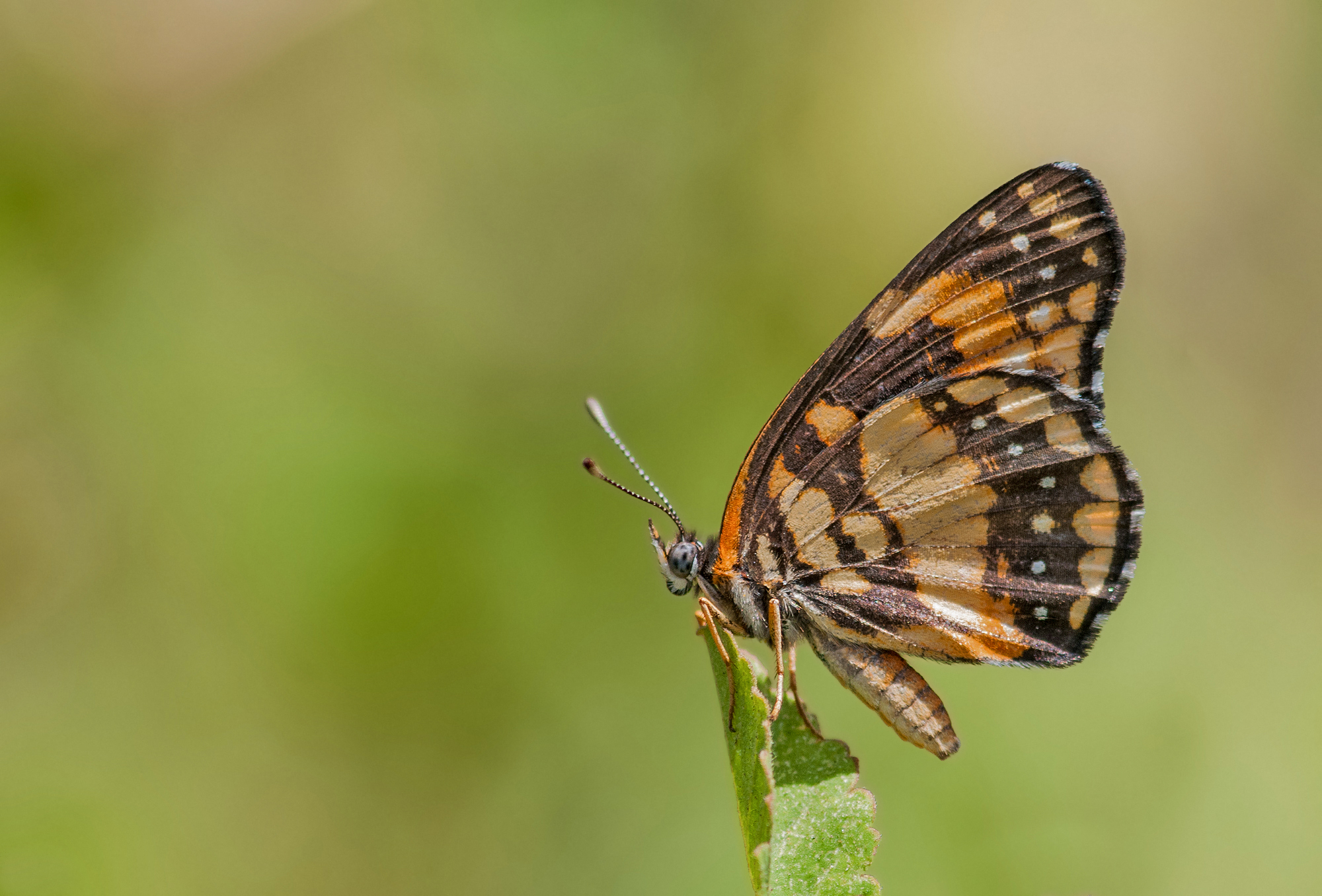
Borboleta, um inseto r-estrategista.

R-estrategistas: Organismos que são r-selecionados apresentam um crescimento rápido e são encontrados principalmente em ambientes instáveis. Nestes ambientes, a capacidade de suporte não é fator determinante, já que, geralmente, apresentam nichos vazios. São indivíduos generalistas, que produzem um grande número de descendentes com cuidados parentais mínimos. Estas populações podem apresentar picos populacionais. Exemplos de estrategistas-r são os insetos e grande parte dos peixes.

## Alocação de recursos e plasticidade fenotípica
A história de vida dos indivíduos também está relacionada a adaptações (características expressas que podem ser alteradas de acordo com o ambiente) e a restrições filogenéticas (características expressas pois estão presentes no DNA das espécies, independentes do ambiente).
Mudanças adaptativas na forma e função dos recursos disponíveis pelos organismos permitem a utilização de tais recursos de maneira mais otimizada. A alocação dos recursos é a mudança na forma do uso para diferentes direcionamentos, por exemplo, a fim de desenvolver a reprodução ou o crescimento do indivíduo. Estas mudanças envolvem trocas, que podem se revelar um problema, já que os recursos não não ilimitados na maioria das vezes. Esta alocação depende de como a mudança afeta o ajustamento, ou seja, como altera os componentes de sobrevivência e de reprodução dos indivíduos.
Cada história de vida possui muitos componentes. Dentre os mais importantes estão a maturidade (idade da primeira reprodução), a parição (número de episódios reprodutivos), a fecundidade (número de filhotes produzidos por episódio reprodutivo) e o envelhecimento. A história de vida dos indivíduos depende também da alocação de recursos feita por eles, com base na necessidade desses recursos em cada um dos componentes apresentados.
Os indivíduos também apresentam plasticidade fenotípica, que é a capacidade geral de resposta do fenótipo de um indivíduo com relação ao seu entorno. “A relação observada entre o fenótipo de um indivíduo e o ambiente é chamada de norma de reação”. Algumas normas de reação são apenas consequência da influência do ambiente físico nos processos de vida dos indivíduos. As normas de reação podem ser alteradas pela evolução para melhorar o desempenho sob as condições específicas de uma população.
A composição genética do indivíduo e seu ambiente interagem para determinar seu desempenho. Quando as normas de reação de dois genótipos se cruzam, os indivíduos com cada genótipo se saem melhor em um ambiente e pior em outro. “Tal relação é chamada interação genótipo-ambiente, porque cada genótipo responde diferentemente às variações ambientais”. Estas interações entre o genótipo e o ambiente são a base para a especialização das populações, pois diferentes genótipos vão predominar em cada população. As populações apresentam diferentes normas de reação.
É possível verificar, com frequência, se as diferenças entre as populações se dão por causa das diferenças genéticas ou da plasticidade fenotípica (que envolve as especializações e alocações de recursos dos indivíduos), através de experimentos de transposição recíproca. Tais experimentos comparam os valores fenotípicos dos indivíduos mantidos em seu ambiente de origem e de indivíduos transplantados para outro ambiente. Quando estes valores não variam entre os ambientes, conclui-se que a característica é determinada geneticamente. Quando os valores refletem o local onde o indivíduo está e sofrem variações, conclui-se que estão de acordo com as mudanças típicas da plasticidade fenotípica.

## Ferramentas
A análise da variação da história de vida requer o uso de um conjunto de ferramentas a fim construir modelos baseados no mundo real. Não há um único método de análise, sendo os principais deles, incluídos em quatro categorias: o cálculo, análises gráficas, programação dinâmica e teste de modelo. Há também outros ferramentas como o método de matrizes.

### Cálculo
É provavelmente a ferramenta analítica mais importante. A partir de uma característica do organismo que possa ser considerada uma variável na história de vida, são estabelecidas equações matemáticas que modelam a dependência do fitness em função da incerteza da característica. Ou seja, a equação define a relação entre a característica observada e a medida do fitness do organismo. Um exemplo seria a necessidade de encontrar o valor ótimo de idade para a primeira reprodução, que também pode ser entendido como o valor em que o fitness é maximizado. A resolução de problemas como esse é realizada através de integrações e diferenciações. Contudo nem todos os problemas podem ser elucidados apenas com essa abordagem.

### Análises gráficas

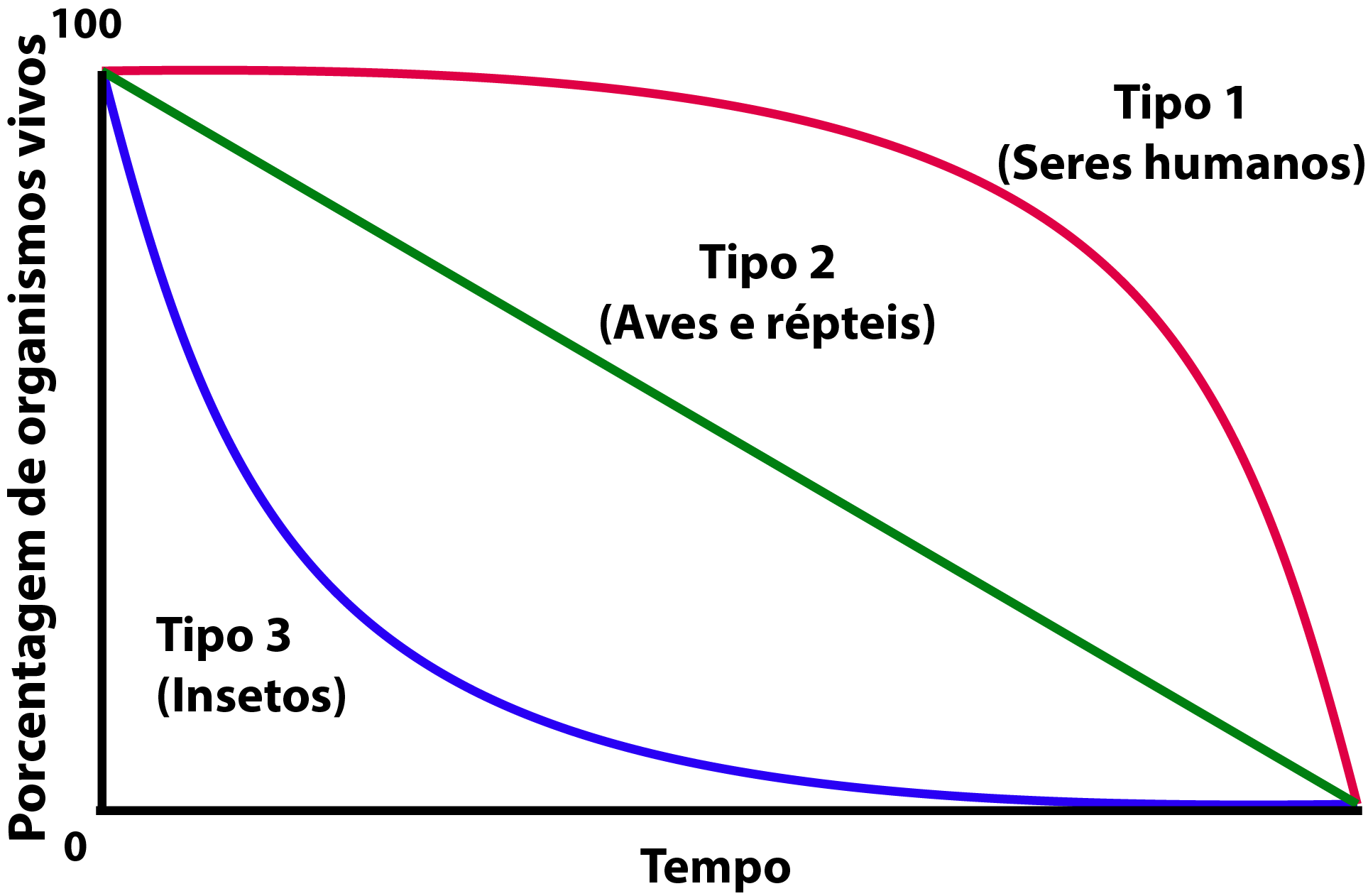
Curvas de sobrevivência exemplificando o três tipos e possíveis organismos.

Representações gráficas podem claramente indicar as consequências de um conjunto de interações, mas não podem ser utilizadas para obter predições quantitativas, que são mais precisamente obtidas utilizando o cálculo.
Um exemplo seria consideração de duas características, como tamanho e quantidade de ovos. Essas variáveis são correlacionadas, variando de forma relativa uma em relação à outra. Nesse caso, essa relação pode ser representada graficamente, constituindo um ‘fitness set’, que poderá ser uma curva côncava, convexa ou linear. No primeiro caso, valores intermediários de ambas as características terão o fitness máximo, enquanto funções convexas ou lineares favorecem valores extremos. O ponto de fitness máximo é encontrado no local onde a tangente da curva se encontra.

### Programação dinâmica[9]
A programação dinâmica é uma ferramenta muito poderosa para a análise numérica, cuja função é reduzir o número de possíveis cenários a serem considerados. O objetivo geral é encontrar uma sequência de ações que maximizem o fitness. Um cenário de aplicação dessa ferramenta seria a análise do fitness dependente de estados passados. Por exemplo, sendo um estado o tamanho e o tempo equivalente à idade. Nesse contexto, algumas ações ocorrem em determinado tempo (idade), como a reprodução. Portanto, há uma ‘recompensa’ pela ação realizada em determinado tempo, que é, teoricamente, aleatório e inserida em algum ponto da vida do organismo. Essa ‘recompensa’ pode ser uma aumento no fitness, fazendo com que o estado tamanho sofra alguma consequência. No fim, a programação dinâmica é responsável por encontrar, dentre os possíveis cenários, a sequência de ações que maximizem o fitness.

### Teste de modelo[10]
Modelos são invariavelmente representações simplificadas do mundo real. Além disso, observações são geralmente realizadas com erros. É por essas duas razões que não se deve esperar que predições e observações sejam exatamente correspondentes. Portanto, é necessário considerar qual deve ser a proximidade entre predição e observação para rejeitar um modelo. As maneiras de se validar essa proximidade são por meio de regressão linear ou geométrica e posterior avaliação do desvio existente entre predição e observação. Ademais, a observação da distribuição do estimador observado e predito também é um fator de diferenciação entre um modelo errado e um correto.